# Villiers-le-Bois
Villiers-le-Bois è un comune francese di 102 abitanti situato nel dipartimento dell'Aube nella regione del Grand Est.

## Società

### Evoluzione demografica
Abitanti censiti